# Mooie Nel
De Mooie Nel is een meer nabij het recreatiegebied Spaarnwoude in de gemeenten Haarlem en Haarlemmermeer, tot en met 2018 Haarlemmerliede en Spaarnwoude, in Noord-Holland. Het meer betreft een verbreding van de Binnen Liede daar waar deze uitmondt in het Spaarne. Deze verbreding is zo groot en breed dat van een meer kan worden gesproken. 
Oorspronkelijk stond het meer bekend als "Mooien Hel" maar deze naam verbasterde in de loop der tijd tot Mooie Nel.
Het meer heeft een oppervlakte van bijna drie vierkante kilometer. De bodem is aan de kant modderig en het water is daar ongeveer 80 centimeter diep. Vandaar loopt de bodem langzaam af tot ongeveer 1,8 meter met als diepste punt 3,5 meter. Op de westoever ligt Schoteroog, een vroegere gemeentelijke vuilstortplaats van Haarlem die na sanering een  bestemming kreeg als natuur- en recreatiegebied. Achter dit gebied loopt de Mooie Nelweg. Aan de oostoever bevinden zich een tweetal kleine schiereilandjes. Het noordelijke heeft de naam "de Laars", tevens de naam van een korte straat op het schiereiland. Langs de oostoever loopt de Lagedijk in de richting van Penningsveer. Tussen beide oevers ligt bij het Spaarne een klein eiland, het "Schoteroogeiland". De naam Schoten verwijst naar de vroegere gemeente ten noorden van Haarlem.
Nabij het meer bevinden zich een camping, jachthaven en manege en het meer en het recreatiegebied worden in de zomer veel door dagjesmensen en watersporters gebruikt. Ook is het meer in trek bij sportvissers.

## Trivia
- Brouwerij Jopen brouwt sinds 2012 het bier Mooie Nel IPA. Deze India Pale Ale (IPA) wordt binnen Nederland verkocht met de vernoeming naar het meer. Buiten Nederland heet het bier North Sea IPA.[1]